# Café de Paris (film, 1938)
Pour les articles homonymes, voir Café de Paris.
Pour plus de détails, voir Fiche technique et Distribution.
Café de Paris est un film policier français, écrit et réalisé par Yves Mirande et Georges Lacombe, sorti en 1938.

## Synopsis
Alors que la clientèle cosmopolite et mondaine célèbre le réveillon dans les salons du Café de Paris, Lambert, le directeur de la feuille à scandale la Parlotte, est assassiné à minuit pile alors que la salle était momentanément plongée dans l'obscurité. 
Certaine que l’assassin se trouve encore dans le restaurant, la police bloque les issues et procède à l’enquête. Celle-ci est menée conjointement par le substitut du procureur, le chef de la sureté et le commissaire du quartier, entre lesquels se révèle une discrète rivalité. 
Bientôt l’on découvre que de nombreux clients avaient de sérieuses raisons d’en vouloir à la vie de la victime qui était également un maitre chanteur. Mais c'est un journaliste qui va les mettre sur la piste de l'assassin.

## Fiche technique
- Titre : Café de Paris
- Scénario & réalisation : Yves Mirande (selon le générique)
- Découpage technique : et Georges Lacombe & Robert Vernay (idem)
- Directeur de la photographie : Christian Matras
- Décor : Maurice Chalom, Jacques Krauss
- Musique : Armand Bernard et Georges Van Parys
- Son : Tony Leenhardt
- Montage : Marthe Poncin
- Production : Arys Nissotti, Pierre O'Connell
- Société de production : Regina Films
- Société de distribution : Filmsonor
- Format : Noir et blanc - 35 mm - 1,37:1
- Pays d'origine :  France
- Lieu de tournage : Paris
- Genre : policier, thriller
- Durée : 91 minutes
- Date de sortie : France, 23 septembre 1938
- Affiche : René Péron (France)

## Distribution
- Véra Korène : Geneviève Lambert, une femme qui dîne au Café de Paris avec son amant quand débarque son mari…
- Jules Berry : Louis Fleury, l’amant rentier de Geneviève
- Simone Berriau : Odette, une fêtarde
- Jacques Baumer : le commissaire de police
- Pierre Brasseur : Le Rec, un homme à qui Lambert a refusé la main de sa fille
- Julien Carette : le journaliste
- Florence Marly : Estelle Hubert, la maîtresse de Lambert
- Raymone : la dame des lavabos
- Jacques Grétillat : Lambert, le directeur de la Parlotte, une feuille à sensations
- André Roanne : Mouvance, un escroc
- Marcel Vallée : le chef de la Sûreté
- Maurice Escande : le marquis de Perelli, un noble acoquiné à des trafiquants d’armes
- Marfa Dhervilly : la dame excentrique
- Roger Gaillard : le substitut du procureur
- Robert Pizani : l’auteur dramatique imbu de sa personne
- Marcel Simon : M. Durand, le directeur du Café de Paris
- Jean Coquelin : un trafiquant d’armes
- Marcel Carpentier : un trafiquant d’armes
- Alexandre Rignault : Révillac, un joueur débiteur de Lambert
- Henry Roussell : l’ambassadeur

- Robert Ozanne : l’inspecteur de police Bellanger
- Claude Lehmann : Leclerc, le pianiste du Café de Paris
- René Fleur : le mari d’Odette
- Philippe Richard : l’ami de l’auteur
- Hugues de Bagratide : l’ami de l’ambassadeur
- Marc Dantzer : Gontran de Barfleur, un rentier fêtard
- Franck Maurice : un inspecteur
- Robert Moor : un agent
- Arthur Devère : le monsieur de Rouen
- Jean Ayme : le comte
- Eugène Stuber : un inspecteur
- Pierre Nay : le client du cabinet particulier
- Georges Saillard : Jean, le maître d'hôtel
- Albert Brouett : un inspecteur
- Janine Guise: Mlle Aurillac
- Lise Courbet : l'amie d’Odette
- Liliane Lesaffre : la cliente de 2 heures
- Betty Spell : la maîtresse du commissaire
- Georges Prieur : le médecin
- Robert Ancelin
- Léo Lapara
- Marguerite de Morlaye
- Fernand Trignol
- Lina Darwils